# Hrib pri Hinjah
Hrib pri Hinjah este o localitate din comuna Žužemberk, Slovenia, cu o populație de 26 de locuitori.